# Tetrastichus tamaricicola
Tetrastichus tamaricicola är en stekelart som beskrevs av Kostjukov 1978. Tetrastichus tamaricicola ingår i släktet Tetrastichus och familjen finglanssteklar.
Artens utbredningsområde är Moldavien. Inga underarter finns listade i Catalogue of Life.